# Église Saint-Antoine de Billy-Chevannes
L'église Saint-Antoine est une église catholique située sur la commune de Billy-Chevannes dans le département français de la Nièvre, en France.

## Historique
L'édifice est classé au titre des monuments historiques en 1989.

## Architecture
C'est une église romane avec une nef non voûtée avec une abside en cul de four étayée par des contreforts plats.

## Mobilier
La statue en pierre calcaire de saint Antoine, qui se trouvait à l'intérieur du chœur, fut déplacée en 1954. Elle est maintenant exposée dans l'église paroissiale Saint-Marcel.